# La pietra lunare
La pietra lunare (The Moonstone) è un film del 1934 diretto da Reginald Barker. Tratto dal celebre romanzo La Pietra di Luna di Wilkie Collins, considerato il primo romanzo giallo della storia, il film era interpretato da David Manners. Prodotto e distribuito dalla Monogram, uscì nelle sale il 20 agosto 1934.
Ne esiste una versione in DVD di 46 minuti.

## Produzione
Il film fu prodotto dalla Monogram Pictures.

## Distribuzione
Distribuito dalla Monogram Pictures, uscì nelle sale cinematografiche statunitensi il 20 agosto 1934 con il titolo originale The Moonstone. Ebbe una distribuzione internazionale: in Italia, gli venne dato il titolo di La pietra lunare, in Portogallo - dove uscì il 10 febbraio 1936 - quello di A Jóia Maldita.
Il film è stato riversato in VHS, distribuito negli Stati Uniti dall'Oktoberfest Video. Nel 2003 è uscita una versione in DVD di 46 minuti, curata dall'Alpha Video Distributors.